# Туччи, Териг
Териг Туччи (итал. Terig Tucci; 23 июня 1897, Буэнос-Айрес — 28 февраля 1973, Форест-Хиллз, штат Нью-Йорк) — аргентинско-американский скрипач, композитор, музыкальный продюсер, актёр, дирижёр, пианист, кинокомпозитор.

## Биография
Получил музыкальное образование как скрипач. В 1917 г. дебютировал как композитор сарсуэлой «Материнские ласки» (исп. Cariños de Madre), в 1919 г. была исполнена его симфоническая поэма «Альмафуэрте». В 1919—1923 гг. играл на скрипке в театрах и кинотеатрах Буэнос-Айреса.
С 1923 г. жил в США, где занимался популяризацией латиноамериканской музыки, выступая как аранжировщик и продюсер. В 1930—1941 гг. работал на радиовещательную корпорацию NBC, в 1932—1964 гг. курировал записи латиноамериканской музыки в звукозаписывающей компании RCA Victor, в 1940—1949 гг. руководил музыкальным вещанием латиноамериканского отдела радиостанции «Голос Америки». В 1934—1935 гг. выступал музыкальным руководителем американских фильмов с участием Карлоса Гарделя, в 1969 г. опубликовал мемуарно-документальную книгу «Гардель в Нью-Йорке».